# خديجة بودين
خديجة بودين (من مواليد 16 مايو 1996) عارضة وحاملة لقب ملكة جمال توجت مسابقة ملكة جمال جزر كايمان عام 2019. وستمثل جزر كايمان في مسابقة ملكة جمال الكون 2019.

## نشأتها
وهي حاصلة على درجة البكالوريوس في الكيمياء الحيوية ودرجة الماجستير في الطب التجديدي من جامعة كوين ماري في لندن.

## روابط خارجية
- Miss Cayman Islands Universe Pageant Official Website
- خديجة بودين على إنستغرام

| الجوائز و الإنجازات | الجوائز و الإنجازات        | الجوائز و الإنجازات |
| ------------------- | -------------------------- | ------------------- |
| سبقه كيتلين تايسون  | ملكة جمال جزر كايمان ‏ 2018 | تبعه ماريا تيبيتس   |